# Olympische Sommerspiele 2008/Teilnehmer (Slowenien)
| Gelbes Symbol für Goldmedaillen mit stilisierten Olympischen Ringen | Graues Symbol für Silbermedaillen mit stilisierten Olympischen Ringen | Braundes Symbol für Bronzemedaillen mit stilisierten Olympischen Ringen |
| ------------------------------------------------------------------- | --------------------------------------------------------------------- | ----------------------------------------------------------------------- |
| 1                                                                   | 2                                                                     | 2                                                                       |

Slowenien nahm bei den Olympischen Sommerspielen 2008 in Peking zum 5. Mal an Olympischen Sommerspielen teil. Die Fahne wurde bei der Eröffnungsfeier von Urška Žolnir getragen. Insgesamt nahmen 62 Sportler in 11 Disziplinen teil.

## Medaillen

### Medaillenspiegel
| Medaillenspiegel Slowenien |                |                              |                           |                           |        |
| Platz                      | Sportart       | Goldmedaille – Olympiasieger | Silbermedaille – 2. Platz | Bronzemedaille – 3. Platz | Gesamt |
| 1                          | Leichtathletik | 1                            | -                         | -                         | 1      |
| 2                          | Schwimmen      | -                            | 1                         | -                         | 1      |
| 2                          | Segeln         | -                            | 1                         | -                         | 1      |
| 3                          | Judo           | -                            | -                         | 1                         | 1      |
| 3                          | Schießen       | -                            | -                         | 1                         | 1      |
| Total                      | Total          | 1                            | 2                         | 2                         | 5      |

### Medaillengewinner

#### Gold
| Name          | Sportart       | Wettkampf  |
| ------------- | -------------- | ---------- |
| Primož Kozmus | Leichtathletik | Hammerwurf |

#### Silber
| Name           | Sportart  | Wettkampf             |
| -------------- | --------- | --------------------- |
| Sara Isakovič  | Schwimmen | 200 m Freistil Frauen |
| Vasilij Žbogar | Segeln    | Laser                 |

#### Bronze
| Name            | Sportart | Wettkampf                            |
| --------------- | -------- | ------------------------------------ |
| Rajmond Debevec | Schießen | Kleinkaliber Dreistellungskampf 50 m |
| Lucija Polavder | Judo     | Schwergewicht Frauen                 |

## Teilnehmer nach Sportart

### Badminton
| Athlet     | Wettkampf | Runde 1 | Runde 1  | Runde 2 | Runde 2      | Achtelfinale  | Achtelfinale  | Viertelfinale | Viertelfinale | Halbfinale    | Halbfinale    | Finale        | Finale        | Rang |
| Athlet     | Wettkampf | Gegner  | Ergebnis | Gegner  | Ergebnis     | Gegner        | Ergebnis      | Gegner        | Ergebnis      | Gegner        | Ergebnis      | Gegner        | Ergebnis      | Rang |
| ---------- | --------- | ------- | -------- | ------- | ------------ | ------------- | ------------- | ------------- | ------------- | ------------- | ------------- | ------------- | ------------- | ---- |
| Frauen     |           |         |          |         |              |               |               |               |               |               |               |               |               |      |
| Maja Tvrdy | Einzel    | Freilos | Freilos  | Konon   | 17-21, 14-21 | ausgeschieden | ausgeschieden | ausgeschieden | ausgeschieden | ausgeschieden | ausgeschieden | ausgeschieden | ausgeschieden |      |

### Judo
| Athlet          | Wettkampf  | Vorrunde | Vorrunde | Runde 1        | Runde 1     | Achtelfinale  | Achtelfinale  | Viertelfinale | Viertelfinale | Halbfinale    | Halbfinale    | Hoffnungsrunde Achtelfinale | Hoffnungsrunde Achtelfinale | Hoffnungsrunde Viertelfinale | Hoffnungsrunde Viertelfinale | Hoffnungsrunde Halbfinale | Hoffnungsrunde Halbfinale | Finale               | Finale        | Rang   |
| Athlet          | Wettkampf  | Gegner   | Ergebnis | Gegner         | Ergebnis    | Gegner        | Ergebnis      | Gegner        | Ergebnis      | Gegner        | Ergebnis      | Gegner                      | Ergebnis                    | Gegner                       | Ergebnis                     | Gegner                    | Ergebnis                  | Gegner               | Ergebnis      | Rang   |
| --------------- | ---------- | -------- | -------- | -------------- | ----------- | ------------- | ------------- | ------------- | ------------- | ------------- | ------------- | --------------------------- | --------------------------- | ---------------------------- | ---------------------------- | ------------------------- | ------------------------- | -------------------- | ------------- | ------ |
| Frauen          |            |          |          |                |             |               |               |               |               |               |               |                             |                             |                              |                              |                           |                           |                      |               |        |
| Urška Žolnir    | bis 63 kg  | Freilos  | Freilos  | Décosse        | 1010 - 0000 | ausgeschieden | ausgeschieden | ausgeschieden | ausgeschieden | ausgeschieden | ausgeschieden | Schlesinger                 | 1001 - 0000                 | von Harnier                  | 0200 - 0000                  | Willeboordse              | 0000 - 0001               | ausgeschieden        | ausgeschieden |        |
| Lucija Polavder | über 78 kg | Freilos  | Freilos  | Freilos        | Freilos     | Issanova      | 1000 - 0001   | Tserenkhand   | 1100 - 0000   | Tsukada       | 0000 - 1010   | Freilos                     | Freilos                     | Freilos                      | Freilos                      | Freilos                   | Freilos                   | Finale um Bronze Kim | 0001 - 0000   | Bronze |
| Männer          |            |          |          |                |             |               |               |               |               |               |               |                             |                             |                              |                              |                           |                           |                      |               |        |
| Rok Drakšič     | bis 60 kg  | Freilos  | Freilos  | Akhondzadeh    | 0010 - 0110 | ausgeschieden | ausgeschieden | ausgeschieden | ausgeschieden | ausgeschieden | ausgeschieden | ausgeschieden               | ausgeschieden               | ausgeschieden                | ausgeschieden                | ausgeschieden             | ausgeschieden             | ausgeschieden        | ausgeschieden |        |
| Aljaž Sedej     | bis 81 kg  | Freilos  | Freilos  | Malekmohammadi | 0000 - 1000 | ausgeschieden | ausgeschieden | ausgeschieden | ausgeschieden | ausgeschieden | ausgeschieden | ausgeschieden               | ausgeschieden               | ausgeschieden                | ausgeschieden                | ausgeschieden             | ausgeschieden             | ausgeschieden        | ausgeschieden |        |

### Kanu

#### Kanurennen
| Athleten               | Wettbewerb | Vorlauf      | Vorlauf | Halbfinale   | Halbfinale | Finale        | Finale        | Rang |
| Athleten               | Wettbewerb | Zeit         | Rang    | Zeit         | Rang       | Zeit          | Rang          | Rang |
| ---------------------- | ---------- | ------------ | ------- | ------------ | ---------- | ------------- | ------------- | ---- |
| Frauen                 |            |              |         |              |            |               |               |      |
| Špela Ponomarenko      | K-1 500 m  | 1:49,973 min | 3       | 1:53,812 min | 3          | 1:52,363 min  | 6             | 6    |
| Männer                 |            |              |         |              |            |               |               |      |
| Jernej Župančič Regent | K-1 1000 m | 3:33,289 min | 4       | 3:41,730 min | 6          | ausgeschieden | ausgeschieden |      |

#### Kanuslalom
| Athleten     | Wettbewerb | Vorläufe    | Vorläufe    | Vorläufe | Vorläufe | Halbfinale | Halbfinale | Finale        | Finale        | Rang |
| Athleten     | Wettbewerb | Zeit Lauf 1 | Zeit Lauf 2 | Gesamt   | Rang     | Zeit       | Rang       | Zeit          | Rang          | Rang |
| ------------ | ---------- | ----------- | ----------- | -------- | -------- | ---------- | ---------- | ------------- | ------------- | ---- |
| Männer       |            |             |             |          |          |            |            |               |               |      |
| Peter Kauzer | K-1        | 81,79 s     | 84,70 s     | 166,49 s | 1        | 88,97 s    | 13         | ausgeschieden | ausgeschieden |      |

Peter Kauzer erhielt im Halbfinale 4 Strafsekunden, wodurch er ausschied.

### Leichtathletik
Laufen und Gehen
| Athleten           | Wettbewerb       | Vorlauf     | Vorlauf | Viertelfinale | Viertelfinale | Halbfinale    | Halbfinale    | Finale        | Finale        | Rang |
| Athleten           | Wettbewerb       | Zeit        | Rang    | Zeit          | Rang          | Zeit          | Rang          | Zeit          | Rang          | Rang |
| ------------------ | ---------------- | ----------- | ------- | ------------- | ------------- | ------------- | ------------- | ------------- | ------------- | ---- |
| Frauen             |                  |             |         |               |               |               |               |               |               |      |
| Pia Tajnikar       | 100 m            | 11,82 s     | 5       | ausgeschieden | ausgeschieden | ausgeschieden | ausgeschieden | ausgeschieden | ausgeschieden |      |
| Sabina Veit        | 200 m            | 23,62 s     | 5       | ausgeschieden | ausgeschieden | ausgeschieden | ausgeschieden | ausgeschieden | ausgeschieden |      |
| Brigita Langerholc | 800 m            | 2:00,13 min | 3       | 2:00,00 min   | 7             | ausgeschieden | ausgeschieden | ausgeschieden | ausgeschieden |      |
| Sonja Roman        | 1500 m           | 4:08,52 min | 8       | ausgeschieden | ausgeschieden | ausgeschieden | ausgeschieden | ausgeschieden | ausgeschieden |      |
| Männer             |                  |             |         |               |               |               |               |               |               |      |
| Matic Osovnikar    | 100 m            | 10,46 s     | 3       | 10,24 s       | 6             | ausgeschieden | ausgeschieden | ausgeschieden | ausgeschieden |      |
| Matic Osovnikar    | 200 m            | 20,89 s     | 4       | 20,95 s       | 2             | ausgeschieden | ausgeschieden | ausgeschieden | ausgeschieden |      |
| Damjan Zlatnar     | 110 m Hürden     | DNS         |         | ausgeschieden | ausgeschieden | ausgeschieden | ausgeschieden | ausgeschieden | ausgeschieden |      |
| Bostjan Buc        | 3000 m Hindernis | 8:21,24 min | 8       | ausgeschieden | ausgeschieden | ausgeschieden | ausgeschieden | ausgeschieden | ausgeschieden |      |
| Roman Kejžar       | Marathon         | -           | -       | -             | -             | -             | -             | 2:29:37 h     | 67            | 67   |

Springen und Werfen
| Athleten       | Wettbewerb     | Qualifikation | Qualifikation | Finale        | Finale        | Rang |
| Athleten       | Wettbewerb     | Weite/Höhe    | Rang          | Weite/Höhe    | Rang          | Rang |
| -------------- | -------------- | ------------- | ------------- | ------------- | ------------- | ---- |
| Frauen         |                |               |               |               |               |      |
| Marija Šestak  | Dreisprung     | 14,44 m       | 5             | 15,03 m       | 4             | 4    |
| Nina Kolarič   | Weitsprung     | 6,40 m        | 13            | ausgeschieden | ausgeschieden |      |
| Martina Ratej  | Speerwurf      | 55,30 m       | 18            | ausgeschieden | ausgeschieden |      |
| Männer         |                |               |               |               |               |      |
| Rožle Prezelj  | Hochsprung     | 2,25 m        | 5             | 2,20 m        | 12            | 12   |
| Jurij Rovan    | Stabhochsprung | 5,35 m        | 13            | ausgeschieden | ausgeschieden |      |
| Primož Kozmus  | Hammerwurf     | 79,44 m       | 2             | 82,02 m       | 1             | Gold |
| Miran Vodovnik | Kugelstoßen    | 19,81 m       | 9             | ausgeschieden | ausgeschieden |      |
| Matija Kranjc  | Speerwurf      | 71,00 m       | 15            | ausgeschieden | ausgeschieden |      |

Mehrkampf
| Athlet           | 100 m   | 100 m | Weitsprung | Weitsprung | Kugelstoßen | Kugelstoßen | Hochsprung | Hochsprung | 400 m   | 400 m | 110 m Hürden | 110 m Hürden | Diskuswurf | Diskuswurf | Stabhochsprung | Stabhochsprung | Speerwurf | Speerwurf | 1500 m      | 1500 m | Punkte | Rang |
| Athlet           | Zeit    | Pkte. | Weite      | Pkte.      | Weite       | Pkte.       | Höhe       | Pkte.      | Zeit    | Pkte. | Zeit         | Pkte.        | Weite      | Pkte.      | Höhe           | Pkte.          | Weite     | Pkte.     | Zeit        | Pkte.  | Punkte | Rang |
| ---------------- | ------- | ----- | ---------- | ---------- | ----------- | ----------- | ---------- | ---------- | ------- | ----- | ------------ | ------------ | ---------- | ---------- | -------------- | -------------- | --------- | --------- | ----------- | ------ | ------ | ---- |
| Zehnkampf Männer |         |       |            |            |             |             |            |            |         |       |              |              |            |            |                |                |           |           |             |        |        |      |
| Damjan Sitar     | 11,21 s | 814   | 7,25 m     | 874        | 12,41 m     | 631         | 2,05 m     | 850        | 50,10 s | 810   | 15,03 s      | 846          | 39,25 m    | 649        | 4,00 m         | 617            | 47,23 m   | 548       | 4:37,37 min | 697    | 7336   | 22   |

### Radsport

#### Mountainbike
| Athleten       | Wettbewerb    | Zeit                 | Rang |
| -------------- | ------------- | -------------------- | ---- |
| Frauen         |               |                      |      |
| Blaža Pintarič | Cross-Country | überrundet (1 Runde) | 21   |

#### Straße
| Athleten             | Wettbewerb       | Zeit      | Rang |
| -------------------- | ---------------- | --------- | ---- |
| Frauen               |                  |           |      |
| Sigrid Teresa Corneo | Straßenrennen    | 3:39:29 h | 49   |
| Männer               |                  |           |      |
| Borut Božič          | Straßenrennen    | DNF       | DNF  |
| Jure Golčer          | Straßenrennen    | 6:34:26 h | 60   |
| Simon Špilak         | Straßenrennen    | DNF       | DNF  |
| Tadej Valjavec       | Straßenrennen    | 6:26:17 h | 34   |
| Simon Špilak         | Einzelzeitfahren | 1:07:34 h | 28   |

### Rudern
| Athleten                                               | Wettbewerb             | Vorlauf     | Vorlauf | Vorlauf       | Hoffnungslauf | Hoffnungslauf | Hoffnungslauf | Viertelfinale | Viertelfinale | Viertelfinale | Halbfinale    | Halbfinale    | Halbfinale    | Finale        | Finale        | Rang |
| Athleten                                               | Wettbewerb             | Zeit        | Platz   | Qualifikation | Zeit          | Platz         | Qualifikation | Zeit          | Platz         | Qualifikation | Zeit          | Platz         | Qualifikation | Zeit          | Platz         | Rang |
| ------------------------------------------------------ | ---------------------- | ----------- | ------- | ------------- | ------------- | ------------- | ------------- | ------------- | ------------- | ------------- | ------------- | ------------- | ------------- | ------------- | ------------- | ---- |
| Männer                                                 |                        |             |         |               |               |               |               |               |               |               |               |               |               |               |               |      |
| Iztok Čop Luka Špik                                    | Doppelzweier           | 6:39,49 min | 3       | Halbfinale    | –             | –             | –             | –             | –             | –             | 6:23,81 min   | 2             | A-Finale      | 6:33,96 min   | 6             | 6    |
| Tomaž Pirih Rok Rozman Rok Kolander Miha Pirih         | Vierer ohne Steuermann | 6:03,78 min | 3       | Halbfinale    | –             | –             | –             | –             | –             | –             | 5:56,08 min   | 1             | A-Finale      | 6:11,62 min   | 4             | 4    |
| Gašper Fistravec Janez Jurše Jernej Jurše Janez Zupanc | Doppelvierer           | 5:57,02 min | 4       | Hoffnungslauf | 6:12,64 min   | 4             | –             | –             | –             | –             | ausgeschieden | ausgeschieden | ausgeschieden | ausgeschieden | ausgeschieden | 13   |

### Schießen
| Athleten        | Wettbewerb                               | Qualifikation   | Qualifikation | Finale          | Finale        | Rang   |
| Athleten        | Wettbewerb                               | Ringe/ Scheiben | Rang          | Ringe/ Scheiben | Rang          | Rang   |
| --------------- | ---------------------------------------- | --------------- | ------------- | --------------- | ------------- | ------ |
| Männer          |                                          |                 |               |                 |               |        |
| Rajmond Debevec | Luftgewehr 10 m                          | 589             | 31            | ausgeschieden   | ausgeschieden | 31     |
| Rajmond Debevec | Kleinkaliber liegend 50 Meter            | 592             | 21            | ausgeschieden   | ausgeschieden | 21     |
| Rajmond Debevec | Kleinkaliber Dreistellungskampf 50 Meter | 1176            | 1             | 1271,7          | 3             | Bronze |

### Schwimmen
| Athleten       | Wettbewerb          | Vorlauf     | Vorlauf | Halbfinale    | Halbfinale    | Finale        | Finale        | Rang   |
| Athleten       | Wettbewerb          | Zeit        | Rang    | Zeit          | Rang          | Zeit          | Rang          | Rang   |
| -------------- | ------------------- | ----------- | ------- | ------------- | ------------- | ------------- | ------------- | ------ |
| Frauen         |                     |             |         |               |               |               |               |        |
| Anja Čarman    | 100 m Rücken        | 1:02,21 min | 26      | ausgeschieden | ausgeschieden | ausgeschieden | ausgeschieden |        |
| Anja Čarman    | 200 m Rücken        | 2:10,49 min | 15      | 2:12,46 min   | 16            | ausgeschieden | ausgeschieden |        |
| Sara Isakovič  | 200 m Freistil      | 1:55,86 min | 2       | 1:56,50 min   | 1             | 1:54,97 min   | 2             | Silber |
| Sara Isakovič  | 100 m Schmetterling | 58,68 s     | 20      | ausgeschieden | ausgeschieden | ausgeschieden | ausgeschieden |        |
| Sara Isakovič  | 200 m Schmetterling | DNS         | DNS     | ausgeschieden | ausgeschieden | ausgeschieden | ausgeschieden |        |
| Anja Klinar    | 200 m Lagen         | 2:15,39 min | 25      | ausgeschieden | ausgeschieden | ausgeschieden | ausgeschieden |        |
| Anja Klinar    | 400 m Lagen         | 4:38,90 min | 16      | -             | -             | ausgeschieden | ausgeschieden |        |
| Nina Sovinek   | 50 m Freistil       | 26,49 s     | 43      | ausgeschieden | ausgeschieden | ausgeschieden | ausgeschieden |        |
| Nina Sovinek   | 100 m Freistil      | 57,30 s     | 44      | ausgeschieden | ausgeschieden | ausgeschieden | ausgeschieden |        |
| Teja Zupan     | 10 km Freiwasser    | -           | -       | -             | -             | 1:55:44,7 h   | 12            | 12     |
| Männer         |                     |             |         |               |               |               |               |        |
| Damir Dugonjič | 100 m Rücken        | 1:00,35 min | 9       | 1:00,92 min   | 16            | ausgeschieden | ausgeschieden |        |
| Jernej Godec   | 50 m Freistil       | 22,21 s     | 18      | ausgeschieden | ausgeschieden | ausgeschieden | ausgeschieden |        |
| Peter Mankoč   | 100 m Freistil      | 49,33 s     | 31      | ausgeschieden | ausgeschieden | ausgeschieden | ausgeschieden |        |
| Peter Mankoč   | 100 m Schmetterling | 51,24 s     | 5       | 51,80 s       | 10            | ausgeschieden | ausgeschieden |        |
| Matjaž Markič  | 100 m Rücken        | 1:01,31 min | 24      | ausgeschieden | ausgeschieden | ausgeschieden | ausgeschieden |        |
| Luka Turk      | 400 m Freistil      | DNS         | DNS     | -             | -             | ausgeschieden | ausgeschieden |        |

### Segeln
- Männer
  - Vasilij Žbogar (ILCA 4, 6 und 7) (Silber )
  - Karlo Hmeljak und Mitja Nevečny (470er Jolle)

- Frauen
  - Vesna Dekleva und Klara Maučec (470er Jolle)

- Offen
  - Gašper Vinčec (Finn (Bootsklasse))

### Tischtennis
| Athleten    | Wettbewerb | Vorrunde | Vorrunde | 1. Runde | 1. Runde | 2. Runde | 2. Runde | 3. Runde | 3. Runde | Achtelfinale  | Achtelfinale  | Viertelfinale | Viertelfinale | Halbfinale    | Halbfinale    | Finale        | Finale        | Rang |
| Athleten    | Wettbewerb | Gegner   | Ergebnis | Gegner   | Ergebnis | Gegner   | Ergebnis | Gegner   | Ergebnis | Gegner        | Ergebnis      | Gegner        | Ergebnis      | Gegner        | Ergebnis      | Gegner        | Ergebnis      | Rang |
| ----------- | ---------- | -------- | -------- | -------- | -------- | -------- | -------- | -------- | -------- | ------------- | ------------- | ------------- | ------------- | ------------- | ------------- | ------------- | ------------- | ---- |
| Männer      |            |          |          |          |          |          |          |          |          |               |               |               |               |               |               |               |               |      |
| Bojan Tokič | Einzel     | Freilos  | Freilos  | Freilos  | Freilos  | Bobocica | 4:3      | Ma       | 1:4      | ausgeschieden | ausgeschieden | ausgeschieden | ausgeschieden | ausgeschieden | ausgeschieden | ausgeschieden | ausgeschieden |      |

### Turnen
- Männer
  - Mitja Petkovšek (Barren)
- Frauen
  - Adela Šajn (Kunstturnen)